# Andreï Safronov
Pour les articles homonymes, voir Safronov.
Andreï Safronov (en russe : Андрей Сафронов), né le 16 décembre 1985, est un coureur de fond russe spécialisé en 5 000 mètres et en course en montagne. Il a remporté la médaille de bronze aux championnats du monde de course en montagne 2012 et est septuple champion de Russie de course en montagne.

## Biographie
Andreï crée la surprise le 2 avril 2005, en remportant son premier titre de champion de Russie lors des championnats de course en montagne sur le parcours montée à Jeleznovodsk. Ã dix-neuf ans, il s'impose en battant le double champion Viatcheslav Bouslaev.
En 2007, il se révèle sur la distance du 5 000 mètres. Le 12 juillet, il prend part aux championnats d'Europe espoirs d'athlétisme à Debrecen. Au terme d'une course bien maîtrisée, il décroche la médaille d'argent derrière le Français Nouredine Smaïl,.
Andreï continue de se distinguer sur le 5 000 mètres en remportant les titres de champion de Russie 2011 en salle et en plein air sur cette distance. Le 21 août, il prend part à l'Universiade d'été à Shenzhen et se classe cinquième en 14 min 8 s 07.
Il défend avec succès ses titres nationaux en 2012 et signe son record sur la distance en 13 h 30 min 30 s le 4 juillet à Tcheboksary. Le 2 septembre, il effectue une excellente course lors des championnats du monde de course en montagne à Temù et surprend tout le monde en s'immiscant dans le trio érytréen de tête en fin de course. Parvenant à doubler Debesay Tsige, il décroche la médaille de bronze derrière Petro Mamu et Azerya Teklay. Il double la mise au classement par équipes,.
Andreï fait ses débuts en marathon en 2014. Il termine quatorzième du marathon de Zurich, puis dixième l'année suivante en réalisant son meilleur temps en 2 h 15 min 48 s.
Le 15 mai 2016, il parvient à battre Dmitriy Safronov en remportant le marathon de Kazan en 2 h 18 min 27 s. Le 24 septembre, il s'impose pour moins d'une seconde devant Sergeï Petrovkin au premier marathon de Vladivostok.
Le 6 juillet 2019, il prend part à l'édition inaugurale des championnats de Russie de trail. Il s'impose au terme d'un duel serré avec Alexeï Pagnouïev et devient le premier champion de Russie de trail.

## Palmarès

### Piste
| Année | Compétition                                  | Lieu        | Place | Épreuve | Temps          |
| ----- | -------------------------------------------- | ----------- | ----- | ------- | -------------- |
| 2007  | Championnats d'Europe espoirs d'athlétisme   | Debrecen    | 2e    | 5 000 m | 13 min 54 s 04 |
| 2007  | Universiade d'été                            | Bangkok     | 14e   | 5 000 m | 14 min 30 s 14 |
| 2011  | Championnats de Russie d'athlétisme en salle | Moscou      | 1re   | 5 000 m | 13 min 49 s 07 |
| 2011  | Championnats de Russie d'athlétisme          | Tcheboksary | 1re   | 5 000 m | 13 min 42 s 06 |
| 2011  | Universiade d'été                            | Shenzhen    | 5e    | 5 000 m | 14 min 8 s 07  |
| 2012  | Championnats de Russie d'athlétisme en salle | Moscou      | 1re   | 5 000 m | 13 min 56 s 91 |
| 2012  | Championnats de Russie d'athlétisme          | Tcheboksary | 1re   | 5 000 m | 13 min 30 s 30 |
| 2013  | championnats d'Europe d'athlétisme en salle  | Göteborg    | 12e   | 3 000 m | 8 min 15 s 37  |
| 2013  | Universiade d'été                            | Kazan       | 7e    | 5 000 m | 14 min 1 s 74  |

### Route
| Année | Compétition                     | Lieu           | Place | Épreuve       | Temps           |
| ----- | ------------------------------- | -------------- | ----- | ------------- | --------------- |
| 2014  | Greifenseelauf                  | Uster          | 10e   | Semi-marathon | 1 h 8 min 30 s  |
| 2014  | Semi-marathon de Fort-de-France | Fort-de-France | 2e    | Semi-marathon | 1 h 9 min 16 s  |
| 2015  | Marathon de Zurich              | Zurich         | 10e   | Marathon      | 2 h 15 min 47 s |
| 2016  | Marathon de Kazan               | Kazan          | 1er   | Marathon      | 2 h 18 min 27 s |
| 2016  | Marathon de Vladivostok         | Vladivostok    | 1er   | Marathon      | 2 h 23 min 1 s  |

### Course en montagne
| no  | masculin           | Course                                                | Longueur | Départ            | Temps          |
| --- | ------------------ | ----------------------------------------------------- | -------- | ----------------- | -------------- |
| 1re | Médaille d'or      | Championnats de Russie de course en montagne - montée | 7,3 km   | 2 avril 2005      | 45 min 42 s    |
| 1re | Médaille d'or      | Championnats de Russie de course en montagne - montée | 7,3 km   | 1er avril 2006    | 43 min 4 s     |
| 1re | Médaille d'or      | Championnats de Russie de course en montagne - montée | 8,3 km   | 29 mars 2008      | 46 min 42 s    |
| 9e  | 9e                 | Trophée mondial de course en montagne                 | 12 km    | 14 septembre 2008 | 56 min 53 s    |
| 1re | Médaille d'or      | Championnats de Russie de course en montagne - montée | 8,3 km   | 28 mars 2009      | 48 min 40 s    |
| 1re | Médaille d'or      | Championnats de Russie de course en montagne - montée | 8,3 km   | 27 mars 2010      | 48 min 52 s    |
| 1re | Médaille d'or      | Championnats de Russie de course en montagne - montée | 6,55 km  | 2 avril 2011      | 33 min 30 s    |
| 3e  | Médaille de bronze | Championnats du monde de course en montagne           | 14,1 km  | 2 septembre 2012  | 1 h 3 min 6 s  |
| 1re | Médaille d'or      | Championnats de Russie de course en montagne - montée | 9,65 km  | 2 avril 2016      | 1 h 0 min 25 s |
| 1re | Médaille d'or      | Championnats de Russie de trail                       | 38,5 km  | 6 juillet 2019    | 3 h 7 min 54 s |

## Records
| Épreuve       | Épreuve       | Performance     | Date              | Lieu              |
| ------------- | ------------- | --------------- | ----------------- | ----------------- |
| 1 500 mètres  | Plein air     | 3 min 43 s 20   | 5 juillet 2012    | Tcheboksary       |
| 1 500 mètres  | En salle      | 3 min 46 s 16   | 14 février 2013   | Moscou            |
| Mile          | En salle      | 4 min 5 s 11    | 4 février 2011    | Orenbourg         |
| 2 000 mètres  | Plein air     | 5 min 10 s 80   | 27 mai 2007       | Sotchi            |
| 2 000 mètres  | En salle      | 5 min 14 s 02   | 25 décembre 2012  | Omsk              |
| 3 000 mètres  | Plein air     | 8 min 3 s 41    | 29 mai 2011       | Vila Real         |
| 3 000 mètres  | En salle      | 7 min 48 s 49   | 12 février 2013   | Moscou            |
| 5 000 mètres  | Plein air     | 13 min 30 s 30  | 4 juillet 2012    | Tcheboksary       |
| 5 000 mètres  | En salle      | 13 min 49 s 07  | 18 février 2011   | Moscou            |
| 10 000 mètres | Plein air     | 29 min 1 s 06   | 20 juin 2007      | Tula              |
| 10 000 mètres | En salle      | 30 min 5 s 53   | 27 décembre 2009  | Saint-Pétersbourg |
| 10 kilomètres | 10 kilomètres | 31 min 0 s      | 12 octobre 2014   | Rennes            |
| Semi-marathon | Semi-marathon | 1 h 8 min 31 s  | 20 septembre 2014 | Uster             |
| Marathon      | Marathon      | 2 h 15 min 48 s | 19 avril 2015     | Zurich            |